# Élie de Saint-Yrieix
Élie de Saint-Yrieix, OSB, (nascido em Corrèze, França — falecido em 10 de maio de 1367 em Avinhão, França) foi um bispo e cardeal francês da Igreja Católica.

## Biografia

### Ordem religiosa e sacerdócio
Entrou para a Ordem de São Bento (Beneditinos) em Saumur, no território da diocese de Angers. Obteve o doutorado em direito e teologia.
Foi auditor da Rota Romana e tornou-se abade da Abadia de Saint-Florent de Saumur em junho de 1335. Foi empossado no dia 22 de setembro do mesmo ano.

### Episcopado
Em 5 de setembro de 1344 foi eleito bispo de Uzès; ocupou a função até sua nomeação ao cardinalato. Participou do Concílio de Bézier em 1351.

### Cardinalato
Foi criado cardeal-presbítero de Santo Estêvão no Monte Celio pelo Papa Inocêncio VI no consistório de 23 de dezembro de 1356 e participou do conclave de 1362 que elegeu o Papa Urbano V. Em 10 de maio de 1363, foi nomeado cardeal-bispo da sé suburbicária de Óstia.
Durante sua vida compôs diversas obras teológicas e foi contratado por Inocêncio VI para trabalhar nas informações sobre a vida e os milagres de Elzéar de Sabran.

### Morte
Élie morreu em 10 de maio de 1367 em Avinhão, na França e enterrado na igreja dos franciscanos na mesma comuna.